# Гондрекур ле Шато
Гондрекур ле Шато (фр. Gondrecourt-le-Château) насеље је и општина у североисточној Француској у региону Лорена, у департману Меза која припада префектури Комерси.
По подацима из 2011. године у општини је живело 1175 становника, а густина насељености је износила 22,89 становника/km². Општина се простире на површини од 51,33 km². Налази се на средњој надморској висини од 280 метара (максималној 428 m, а минималној 287 m).

## Демографија
| 1962. | 1968. | 1975. | 1982. | 1990. | 1999. | 2011. |
| ----- | ----- | ----- | ----- | ----- | ----- | ----- |
| 1.241 | 1.249 | 1.455 | 1.594 | 1.622 | 1.377 | 1.175 |

График промене броја становника у току последњих година